# Riitta Korhonen
Riitta-Liisa Korhonen (ur. 4 czerwca 1948 w Varkaus) – fińska polityk i architekt, posłanka do Eduskunty.

## Życiorys
Z wykształcenia architekt, pracowała w tym zawodzie, była dyrektorem generalnym przedsiębiorstwa architektonicznego. Zaangażowała się w działalność polityczną w ramach Partii Koalicji Narodowej. Od 1992 zasiadała w radzie miejskiej w Kuopio, w latach 1997–1998 wchodziła w skład zarządu miasta. W latach 1995–2003 przez dwie kadencje sprawowała mandat posłanki do fińskiego parlamentu.